# 王崇 (蜀漢)
王 崇（おう すう、生没年不詳）は、三国時代末期の蜀漢から西晋初期の官僚。字は幼遠。益州広漢郡郪県（現在の四川省綿陽市三台県郪江鎮）の人。父は蜀漢の巴郡太守王彭。兄に王化・王振・王岱。

## 生涯
先祖は後漢の将作大匠王堂で彼の事跡は『後漢書』に立伝されている。王堂の曾孫が王崇の祖父にあたる王商で劉焉（『華陽国志』では子の劉璋)によって蜀郡太守に任命され、懿徳高名であった。父の王彭は蜀漢の巴郡太守であり、子の王崇ら四兄弟はみな名声があった。王崇は学業淵博識であり、雅びやかで粋な性格であり蜀漢では史官である東観郎を勤めた。蜀漢滅亡後、寿良・李密・陳寿・李驤・杜烈（杜軫の弟）と共の都に入り西晋に仕えた。6人は益州・梁州を代表する俊才とされた。彼らの仲は晋に仕えるうちに疎遠となっていったが、王崇一人は寬和な性格であったため、5人との友誼を保ち続けたという。上庸太守・蜀郡太守を歴任し、詩賦数十篇と蜀書を著した。その蜀書は陳寿の著作と内容が大きく異なったとされる。
また、旧主である劉禅の後を継いだ安楽県公劉恂（劉禅の第6子）の君主らしからぬ振る舞いを聞いて、かつての同僚の何攀・張寅とともに「以前に亡き文立の忠言を振り返って、ご自身の振る舞いを改めてくださいませ」と諫言する書簡を送ったという。
東晋に仕えた常璩の『華陽国志』劉後主志にある王崇の言によると、劉禅は庸常の君であり、ただ補佐する諸葛亮一人があった。姜維の知略は張良に例えられた鍾会に勝るものであったとの蜀漢について述べた評論を引用している。